# Dinosaur Court

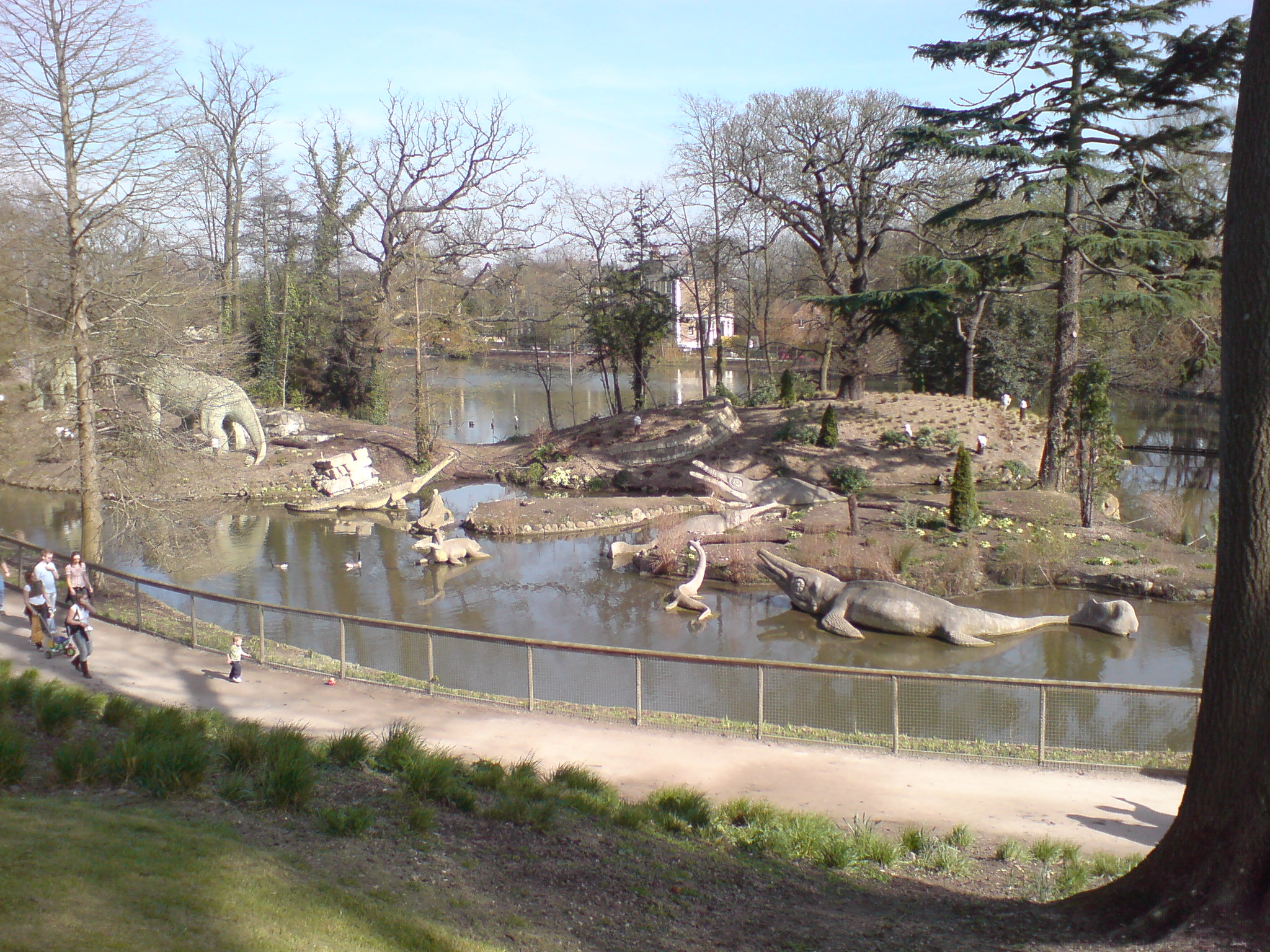
Blick auf den Dinosaur Court (2007)

Der Dinosaur Court im Crystal Palace Park im Süden Londons ist ein geologisch-paläontologischer Themenpark. Bekannt ist er durch seine Tierplastiken, die in der Mitte des 19. Jahrhunderts von Benjamin Waterhouse Hawkins als die weltweit ersten lebensgroßen figürlichen Darstellungen ausgestorbener Tiere geschaffen wurden. Der Dinosaur Court ist der Prototyp aller heutigen Dinosaurierparks.

## Entstehungsgeschichte

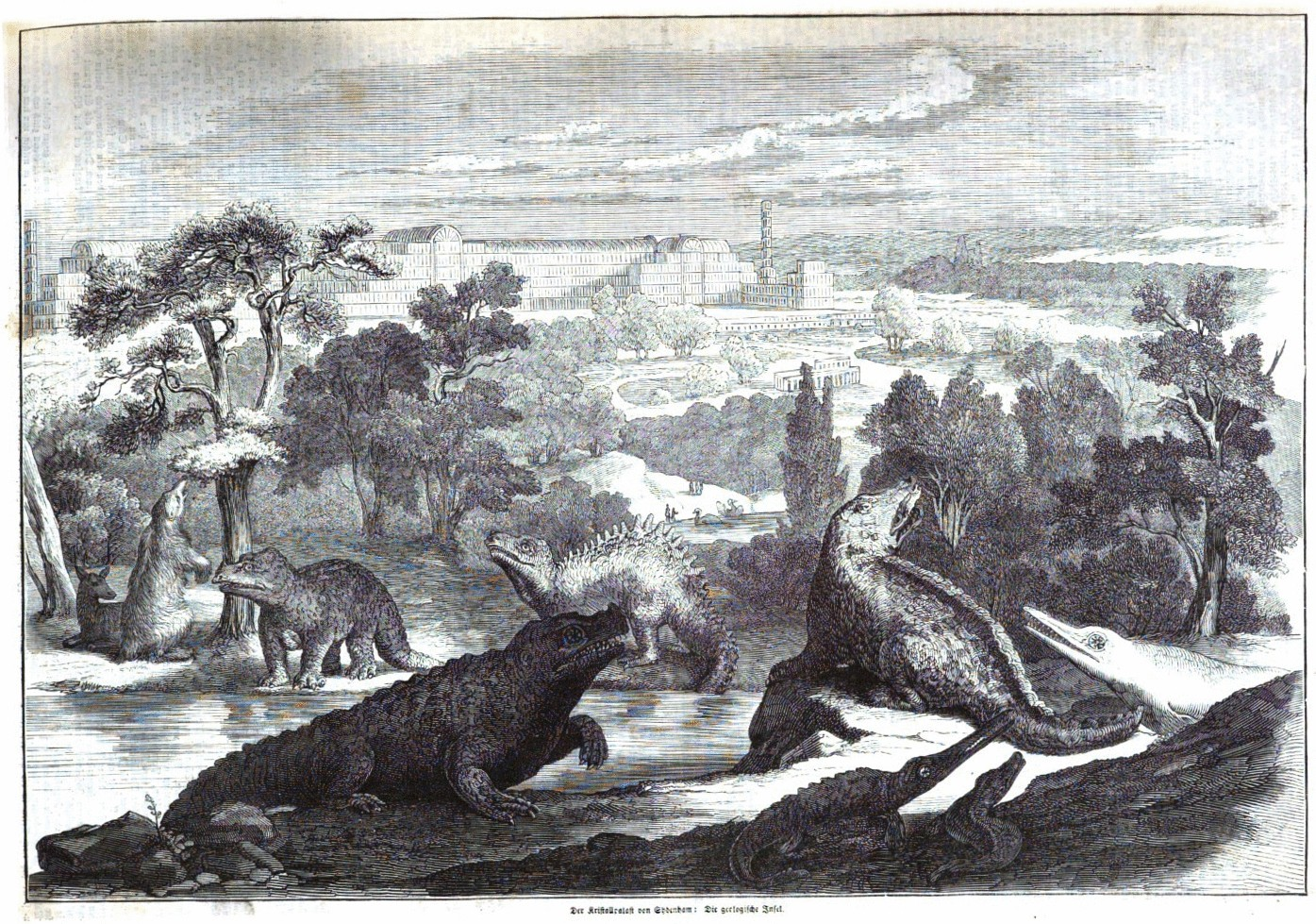
Zeitgenössische Darstellung (1854)

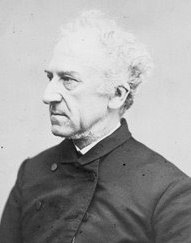
Benjamin Waterhouse Hawkins

Der Kristallpalast, das Wahrzeichen der Great Exhibition von 1851 im Londoner Hyde Park, wurde nach dem Ende der Ausstellung abgebaut und im eigens geschaffenen Crystal Palace Park auf dem Sydenham Hill neu errichtet. Das Gelände des von Joseph Paxton auf einer Fläche von 200 Hektar angelegten öffentlichen Parks steigt von einem künstlichen See im Südosten über mehrere Terrassen bis zur Kuppe des Hügels an. Dort stand der Kristallpalast, bis er 1936 abbrannte. Der Park sollte sowohl dem Amüsement als auch der Bildung seiner viktorianischen Besucher dienen. Auf den Inseln des Sees im als englischer Landschaftsgarten angelegten Teil der Anlage wurde ein Themenpark gestaltet, der die Erdgeschichte Britanniens widerspiegelte. Nach einem auf den Geologen David Thomas Ansted zurückgehenden Konzept war jede der drei Inseln einer Ära des Phanerozoikums zugeordnet und wurde mit den Sedimenten gestaltet, die im jeweiligen Zeitabschnitt ihren Ursprung haben. Zusätzlich wurde der Bildhauer Benjamin Waterhouse Hawkins beauftragt, beraten vom Paläontologen Richard Owen lebensgroße Skulpturen von Tieren der jeweiligen Ära nach wissenschaftlichen Erkenntnissen zu schaffen – der erste Versuch der dreidimensionalen Rekonstruktion ausgestorbener Spezies. Diese sind als Crystal Palace Dinosaurs bekannt, obwohl nur vier von ihnen Dinosaurier darstellen.
Ausgewählt wurden bevorzugt Tiere, von denen vollständige fossilisierte Skelette gefunden worden waren. Unter Berücksichtigung der Anatomie verwandter heutiger Arten ergänzte Owen eine genaue Zeichnung des jeweiligen Skeletts mit dem Umriss des gesamten Tieres. Hawkins fertigte daraufhin aus Ton ein erstes Modell an, das in Zusammenarbeit mit Owen so lange verbessert wurde, bis es beider Vorstellungen entsprach. Sich an den Ausmaßen des größten gefundenen Knochens orientierend modellierte Hawkins anschließend ein lebensgroßes Tonmodell, aus dem in seiner Werkstatt eine Gussform hergestellt wurde. Die Haut inklusive Haaren und Hornschuppen wurde in Analogie zu rezenten Arten modelliert, wenn nicht gerade fossile Abdrücke derselben erhalten waren. Die Plastiken wurden schließlich als Hohlfigur in Beton gegossen und zur Stabilisierung mit Mauerziegeln und Bruchstein gefüllt. Im Crystal Palace Park, der am 10. Juni 1854 eröffnet wurde, standen schließlich 33 dieser Skulpturen, die die Crystal Palace Company fast 14.000 £ gekostet hatten.
Es waren vor allem die Plastiken prähistorischer Tiere, die den geologischen Park zu einer Attraktion für die Besucher machten. Der Prototyp aller Dinosaurierparks vermittelte das aktuelle Wissen über die Erdgeschichte Britanniens einem breiten Publikum.

## Beschreibung

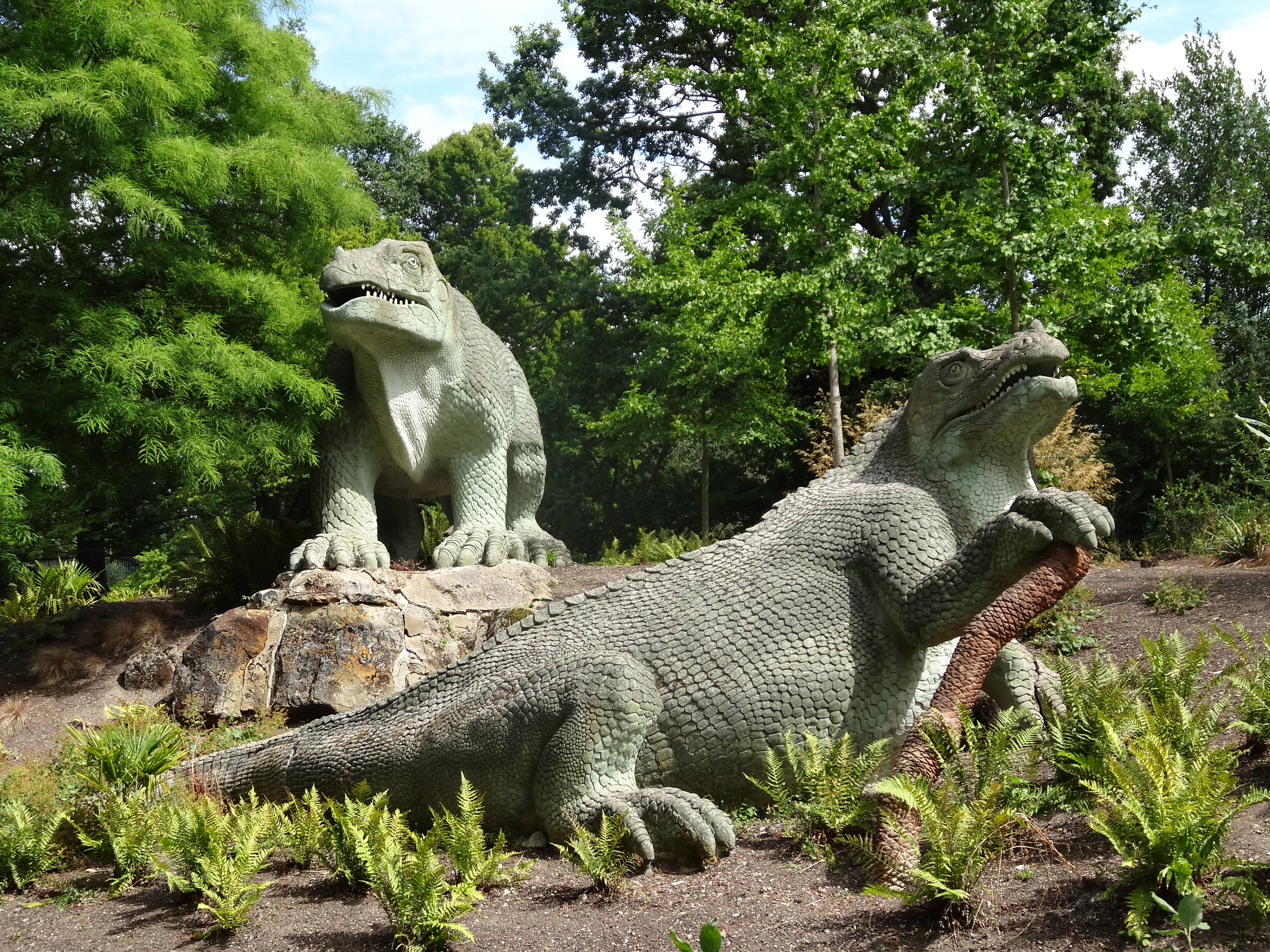
Iguanodon

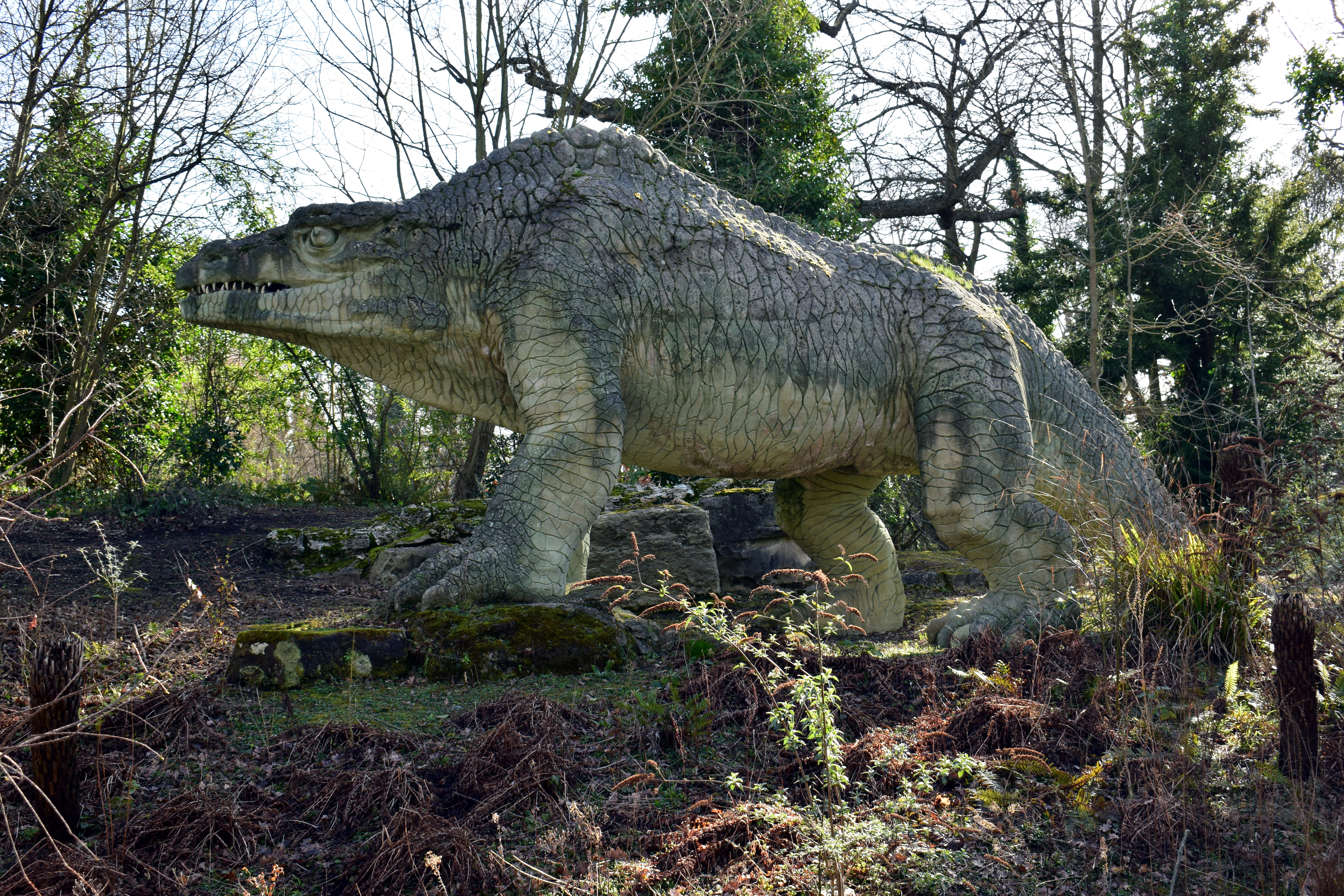
Megalosaurus

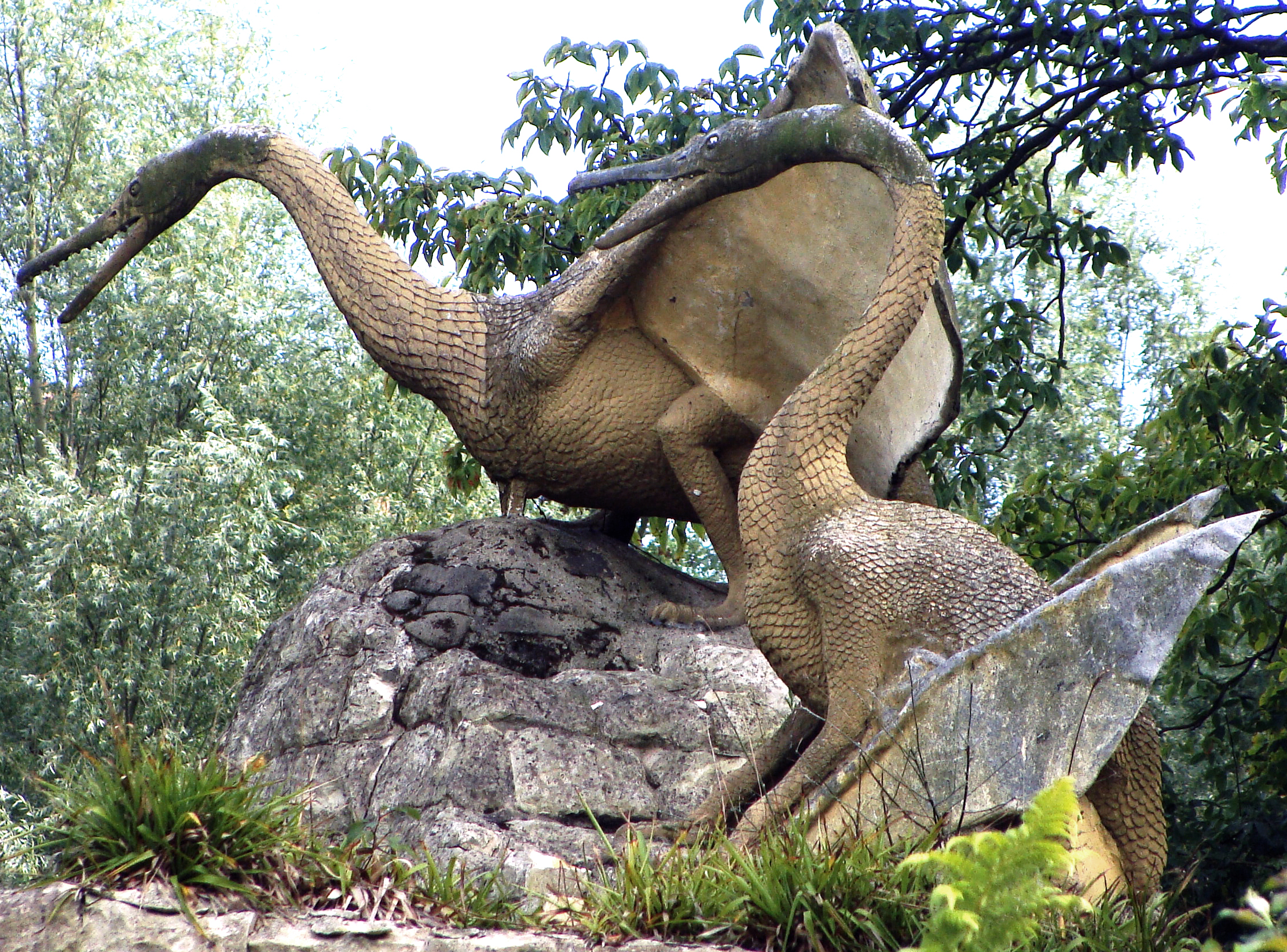
Pterodactylus

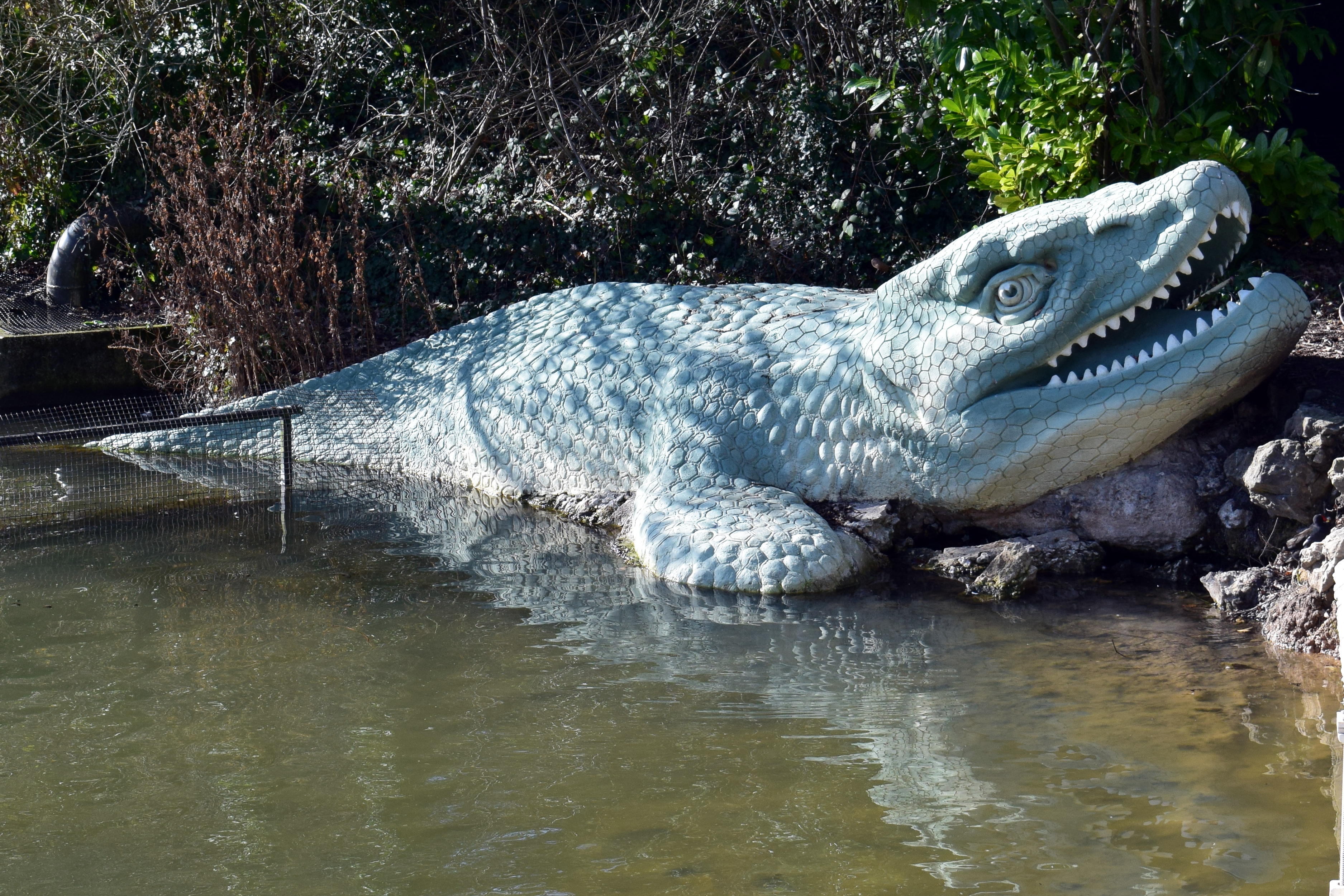
Mosasaurus

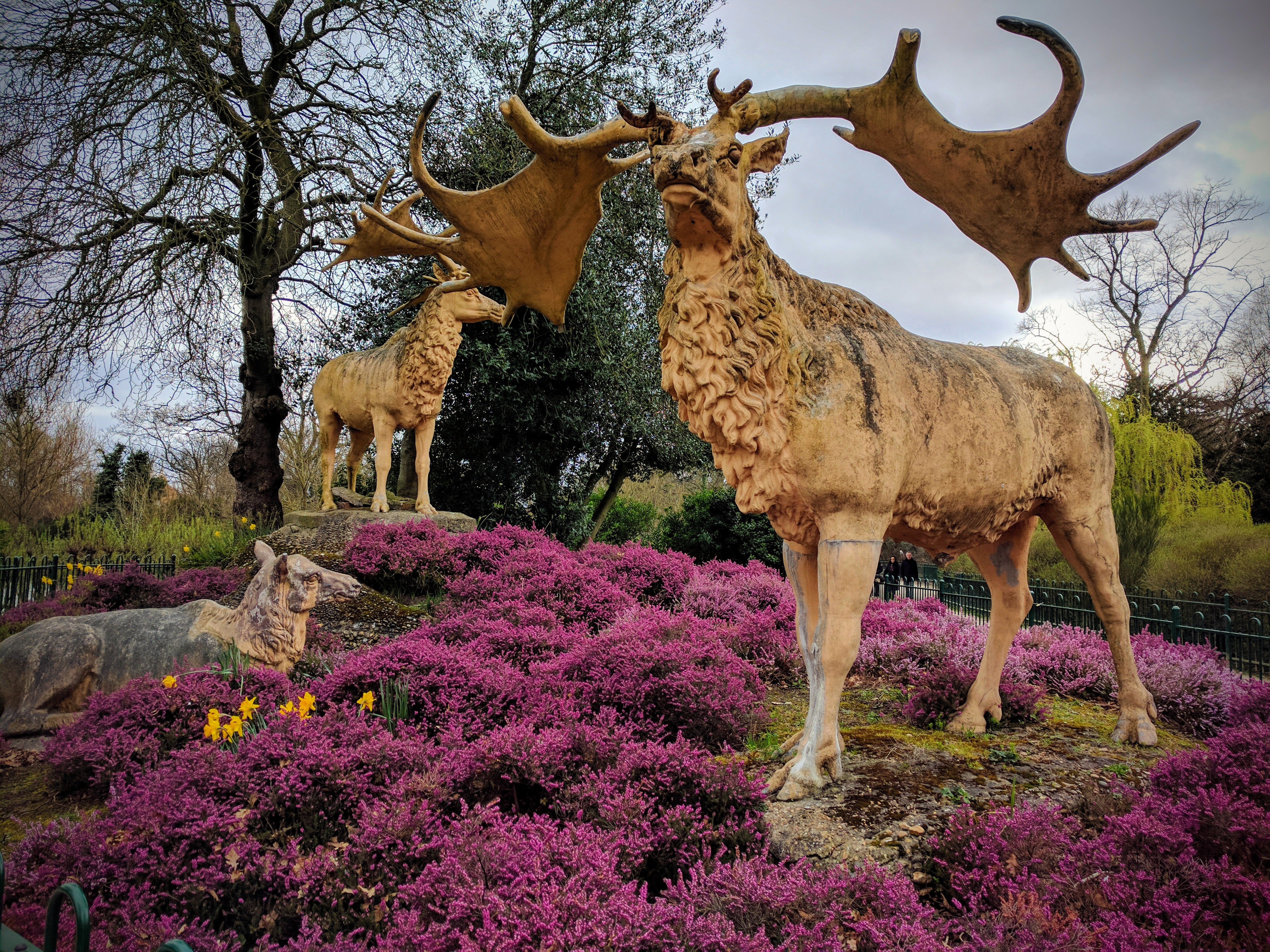
Megaloceros

### Die Gestaltung der Inseln
Das Alter der Sedimente, die beim Anlegen der Inseln verwendet wurden, nimmt von Westen nach Osten ab. Die westlichste Insel repräsentierte die Ära des Erdaltertums (Paläozoikum). Auf devonischem Old-Red-Sandstein wurden Kalksteinfelsen aufgebaut, die denen des Peak Districts in Derbyshire nachempfunden wurden. Sie waren von Kohleflözen durchzogen und überlagert von karbonischem Sandstein (Millstone Grit). Hinzu kamen eine Bleimine und eine Höhle mit Stalaktiten, die allerdings in den 1960ern bei der Umgestaltung der Gewässerlandschaft zerstört wurden. Die für das Erdmittelalter (Mesozoikum) stehende zweite Insel begann im Westen mit einer geneigten Schicht des New-Red-Sandsteins. Auf diese folgten für Südengland typische Schichten von Lias-, Oolith- und Wealdenfelsen sowie an der Ostspitze Kreide. Die dritte Insel wurde aus Sanden, Tonen und Kiesen des Känozoikums modelliert.

### Die Tierskulpturen
So wie die Gesteine wurden auch die rekonstruierten Tiere nach dem Alter ihrer Fossilien geordnet. Die Reihe beginnt mit zwei Skulpturen des Therapsiden Dicynodon (Dicynodontia), der im Perm lebte. Hawkins stellte sie wie Schildkröten mit Stoßzähnen im Oberkiefer dar. Schon Owen wies darauf hin, dass der Körperbau im Gegensatz zum gut dokumentierten Schädel spekulativ ist. Moderne Vorstellungen weichen in der Tat deutlich von Hawkins’ Rekonstruktion ab. Es folgen drei Skulpturen des Mastodonsaurus (von Owen Labyrinthodon genannt), die großen Fröschen ähneln. Heute stellt man sich das Tier eher als eine Mischung aus Salamander und Alligator vor. Drei an der ersten Insel teils im Wasser, teils an Land liegende Plastiken stellen verschiedene Arten von Ichthyosauriern (Fischsaurier) dar. Ein erstes vollständiges Skelett war bereits 1810 von Mary Anning gefunden worden. Hawkins’ Rekonstruktionen entsprechen weitgehend modernen Vorstellungen. Ihnen fehlt allerdings die Rückenflosse. Die Annahme, dass die Tiere sich im seichten Wasser oder gar an Land aufhielten, ist überholt. In der Nähe befinden sich – ebenfalls im Flachwasser – drei Plastiken verschiedener Plesiosaurier. Ihre allgemeine Gestalt ist dank der guten Verfügbarkeit von Fossilien adäquat wiedergegeben, wenn auch die Hälse der Tiere weniger beweglich waren als von Hawkins modelliert. Am Ufer der mittleren Insel sonnen sich zwei Teleosaurier aus dem Jura. Auffällig ist die detaillierte Ausarbeitung. Hawkins scheint diese Meerechsen aber eher nach modernen Gavialen als nach den vorliegenden Fossilien modelliert zu haben.
Vier Plastiken stellen Vertreter der Dinosaurier dar – Megalosaurus, Hylaeosaurus und zweimal Iguanodon. Das waren die drei Gattungen, aus denen Owen die von ihm aufgestellte Ordnung Dinosauria bildete. Megalosaurus wurde von Hawkins als recht getreue Darstellung von Owens Vorstellungen rekonstruiert, erscheint aber als besonders „falsch“, da er wie alle Theropoden heute als biped angesehen wird. Hylaeosaurus, den ersten bekannten Ankylosaurier, hat Hawkins zwar repräsentativ zwischen Megalosaurus und Iguanodon gestellt, ihn aber so ausgerichtet, dass er von Besuchern nur schräg von hinten betrachtet werden kann. Von den vier Dinosaurierplastiken im Crystal Palace Park kommt er seinem natürlichen Vorbild am nächsten. Bei der Rekonstruktion des Iguanodon folgte Hawkins den Vorstellungen des britischen Arztes Gideon Mantell, der die ersten Fossilien dieser Gattung gefunden und beschrieben hatte. Da die fossilen Zähne an die eines Leguans erinnern, modellierte er die Körperformen des Iguanodon in Anlehnung an dieses rezente Reptil. Den spitzen, wie ein Dorn geformten Daumenknochen des Iguanodon setzte er auf den Kopf, wahrscheinlich inspiriert durch das Vorhandensein von Nasenhörnern bei vielen Leguanarten.
1854 waren die Dinosauriermodelle von zwei Paaren von Flugsauriern flankiert – größeren Pterodactyloiden aus der Kreide und kleineren aus dem Jura. Letztere sind nicht mehr erhalten. Hawkins hat die Plastiken – wie in seiner Zeit üblich – vogelähnlich gestaltet, obwohl vollständige Skelette bekannt waren, die deutliche Unterschiede zum Körperbau der Vögel aufwiesen. Generell sind die Köpfe zu klein und die Körper zu massiv geraten. Einige Aspekte wie die vierbeinige Haltung des sitzenden Tiers sind aber gut gelungen. Auf die Rückseite der mittleren Insel platzierte Hawkins die Teilrestaurierung eines Mosasaurus hoffmanni. Die Plastik der Meerechse besteht nur aus Kopf, Hals, einem Teil des Rückens und einer Flosse. Der britische Paläontologe Mark Witton weist darauf hin, dass Hawkins Feinheiten wie die Gaumenzähne genau ausgearbeitet hat. Die Plastik, für die nur wenig fossiles Material zur Verfügung stand, ist wohl nach dem Vorbild der Warane gestaltet worden.
Für die dem Känozoikum gewidmete östliche Insel schuf Hawkins elf Plastiken von vier Säugetiergattungen. Das mit den Pferden verwandte Palaeotherium lebte im Eozän und war einer der ersten gefundenen fossilen Säuger. Von den drei Exemplaren sind nur noch zwei vorhanden. Bei einem davon ist der Kopf wenig sachgerecht ersetzt worden. Hawkins Version des Palaeotheriums entspricht weitgehend heutigen Vorstellungen, nach denen das Tier wie ein Tapir oder ein kleines Pferd ausgesehen hat. Bei der Modellierung der drei Exemplare von Anoplotherium, einem Paarhufers, der vom Eozän bis ins Oligozän lebte, folgte Hawkins den Darstellungen von Georges Cuvier, der das Tier 50 Jahre zuvor als Erster beschrieben hatte. Die kamelähnlichen Gesichtsdetails stammen allerdings von Hawkins. Die Pose, in der das Riesenfaultier Megatherium americanum dargestellt ist, stimmt mit unserem modernen Verständnis der Gewohnheiten dieses Tiers überein. Das ist bemerkenswert, da Riesenfaultiere in der Mitte des 19. Jahrhunderts von den Wissenschaftlern als Vierbeiner angesehen wurden, denen man ein Aufrichten nicht zutraute. Auch die Proportionen und das lange, struppige Haar sind gut gelungen. Abgeschlossen wird das Ensemble von Skulpturen ausgestorbener Tiere mit einer Gruppe aus vier Riesenhirschen der Gattung Megaloceros.

## Heutiger Zustand
Seit 1854 wurden immer wieder Änderungen an der Gestaltung des geologischen Parks vorgenommen. Die östlichste Insel ist inzwischen mit dem Festland verbunden, die mittlere kann seit 2021 über eine Brücke betreten werden. Teile der nachgebildeten geologischen Formationen sind verschwunden, ebenso drei der Skulpturen. Die anderen trugen durch Witterungseinflüsse und Vandalismus Schäden davon, die spätestens seit den 1950er Jahren zu mehreren Renovierungsphasen führten. Aufgrund ihrer kultur- und wissenschaftshistorischen Bedeutung wurden sie 1973 auf die Statutory List of Buildings of Special Architectural or Historic Interest gesetzt. Ihr Schutzstatus wurde 2007 noch einmal angehoben.